# Vimoutiers
Vimoutiers é uma comuna francesa na região administrativa da Normandia, no departamento Orne. Estende-se por uma área de 16,17 km². Em 2010 a comuna tinha 3 315 habitantes (densidade: 205 hab./km²).